# 제21회 금마장
제21회 금마장의 시상식에 관한 내용이다.

## 수상 및 후보

### 작품상
- 노막적제이개춘천

### 감독상
- 맥당웅 수상

### 남우주연상
- 공복 - 이수현 수상

### 여우주연상
- 양혜산 수상

### 남우조연상
- 상풍 수상

### 여우조연상
- 진추연 수상